# Vincent de Moor
Vincent de Moor (Delft, 1970) is een Nederlandse trance-artiest. Hij is vooral bekend vanwege zijn samenwerking met producer Ferry Corsten als Veracocha en van zijn single Fly Away uit 2001.

## Biografie

### Vroege carrière
De Moor nam in 1993 zijn eerste nummer op onder de artiestennaam Fix To Fax. Onder deze naam bracht hij onder andere de nummers "Enjoy Yourself", "Do U Feel It", "Pick It Up" en "Take Control" uit. Andere vroege werken van zijn hand, allemaal uitgebracht onder verschillende artiestennamen, zijn "Het Vliegende Kunstgebit" (als Gmoork), "Chinese Juice" en "Exotic Mind" (als Outline), en "Voice In The Dark", "Frame Of Pleasure" en "Brazilia Carnavelas" (als Sidewalk).
Zijn doorbraak onder zijn eigen naam kwam in 1996 met het lied "Flowtation". Dit lied haalde onder andere de 54e plaats in de Britse hitlijsten in 1997. In 1998 werkte De Moor samen met Ernst Bijlsma aan "Don't Hurt Me" (als Cache). Onder zijn eigen naam bracht hij dat jaar het lied "Orion City" en zijn gelijknamige debuutalbum uit. Onder de naam VdM bracht hij de nummers "Darwin's Voyage", "Magnetic" en "Domino Runner" uit.

### Latere carrière
De Moors samenwerking met Ferry Corsten begon met het nummer "Carte Blanche". De twee kozen voor hun samenwerking de naam Veracocha, een naam die volgens Corsten afkomstig was uit een documentaire over de Inca's.
In 2000 kwam De Moor met zijn tweede album, Moor. Hierop stonden onder andere de singles "Shamu", "Between 2 Fires", "Eternity (Forever)" en "Fly Away". Die laatste werd zijn grootste hit tot nu toe.
In 2003 bracht De Moor onder de naam Questia de nummers "Crystal Clouds" en "Nexus" uit. Verder kwam hij met een reeks remixen van onder andere Tenth Planets "Ghosts", De Bos' "On the Run", Armin van Buurens "Communication" en Ayumi Hamasaki's "Fly High".
De Moor bracht in 2007 twee remakes uit van de eerder uitgebrachte singles "Flowtation" en "No Hesitation". In 2008 bracht hij een remake uit van zijn single "Sunflower". Hierna is hij wegens onbekende redenen uit de muziekwereld gestapt.

### Hitlijsten
| Single met eventuele hitnotering(en) in de Nederlandse Top 40 | Datum van verschijnen | Datum van binnenkomst | Hoogste positie | Aantal weken | Opmerkingen             |
| ------------------------------------------------------------- | --------------------- | --------------------- | --------------- | ------------ | ----------------------- |
| Between 2 Fires                                               | 1999                  |                       | tip9            |              | Dancesmash op Radio 538 |

- Bibsys: 4051086
- Bibliothèque nationale de France: cb14169867s (data)
- Gemeinsame Normdatei: 135121884
- International Standard Name Identifier: 0000 0004 4711 0506
- MusicBrainz: 20ad1571-631c-41f3-b212-569b37bcca79
- Virtual International Authority File: 44508904
- WorldCat: E39PBJpyrp7yRkHjvQHqQTfg8C